# 弗雷德丽克·马特拉
弗雷德丽克·马特拉（荷蘭語：Frédérique Matla，1996年12月28日—）生于赫伊曾，是一名荷兰女子曲棍球运动员。她的母亲曾从事曲棍球运动，她也受家人的影响在大约七岁时开始练习曲棍球。她在2012至2013赛季完成自己的国内联赛首秀。2014年开始参加国际比赛，2017年时加入成年国家队，并在同年完成自己的成年国家队比赛首秀。2019年，她成为慈善组织Spieren voor Spieren的大使，该组织主要为患有肌肉疾病的荷兰儿童提供帮助。